# شهرستان کاستورنسکی
شهرستان کاستورنسکی (به لاتین: Kastorensky District) یک شهرستان در روسیه است که در استان کورسک واقع شده‌است.